# Marcellin Souhet
Marcellin Souhet est un homme politique français né le 5 mars 1845 au Chambon-Feugerolles (Loire) et mort le 15 août 1925 à Firminy (Loire).

## Biographie
Négociant en grains et farines, il est maire de Firminy, mais est révoqué à la suite d'une grève de mineurs. Conseiller général, il est député de la Loire de 1889 à 1898, inscrit au groupe radical-socialiste.

## Sources
- « Marcellin Souhet », dans le Dictionnaire des parlementaires français (1889-1940), sous la direction de Jean Jolly, PUF, 1960 [détail de l’édition]